# San Marcos, Oaxaca
San Marcos är en ort i Mexiko.   Den ligger i kommunen San Martín Peras och delstaten Oaxaca, i den sydöstra delen av landet, 250 km söder om huvudstaden Mexico City. San Marcos ligger 2 093 meter över havet och antalet invånare är 149.
Terrängen runt San Marcos är lite bergig. Runt San Marcos är det ganska glesbefolkat, med 30 invånare per kvadratkilometer. Närmaste större samhälle är San Vicente Zoyatlán, 18,1 km väster om San Marcos. I omgivningarna runt San Marcos växer huvudsakligen savannskog.